# Neotectococcus lenticularis
Neotectococcus lenticularis är en insektsart som beskrevs av Hempel 1937. Neotectococcus lenticularis ingår i släktet Neotectococcus och familjen filtsköldlöss. Inga underarter finns listade i Catalogue of Life.